# Znak sprawy
Znak sprawy – stała cecha rozpoznawcza całości akt danej sprawy. Nadawany jest dokumentacji tworzącej akta sprawy, która została przyporządkowana do sprawy. Dzięki niemu można łatwo odnaleźć daną sprawę w systemie teleinformatycznym oraz zapisywać pliki z daną sprawą. 

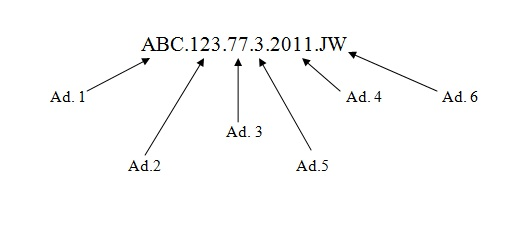
Przykład znaku sprawy

Konstrukcja znaku sprawy (instrukcja kancelaryjna). Znak sprawy składa się z:
1. oznaczenia komórki organizacyjnej (może być przyporządkowane w jednym roku kalendarzowym tylko do jednej komórki organizacyjnej, niezależnie od zmian organizacyjnych w podmiocie),
2. symbolu klasyfikacyjnego z wykazu akt,
3. kolejnego numeru sprawy, wynikającego ze spisu spraw,
4. czterech cyfr roku kalendarzowego, w którym sprawa się rozpoczęła.

Dodatkowo może zawierać:
1. numer podteczki (gdy istnieje potrzeba wydzielenia określonych spraw z danej klasy w wykazie akt w osobne podzbiory),
2. inicjałów osoby odpowiedzialnej za prowadzenie sprawy.

Każdy ze znaków oddzielonych jest od siebie kropką (separatorem). Jedynym przypadkiem, kiedy minus występuje między oznaczeniem komórki organizacyjnej a symbolem klasyfikacyjnym, jest wydzielenie z wydziału istniejącego w nim referatu. Np. ABC-A.123.77.3.2011.JW.